# Cemitério de Kensal Green
Kensal Green Cemetery é um cemitério em Kensal Green, no oeste de Londres, Inglaterra. Foi imortalizado no poema The Rolling English Road de G. K. Chesterton, de seu livro The Flying Inn: "Porque há ainda notícias boas para serem ouvidas e coisas boas para serem vistas; Antes de irmos para o Paraíso via Kensal Green". Ele ainda está em operação, é um dos sete cemitérios monumentais londrinos e o mais antigo deles.

## Localização

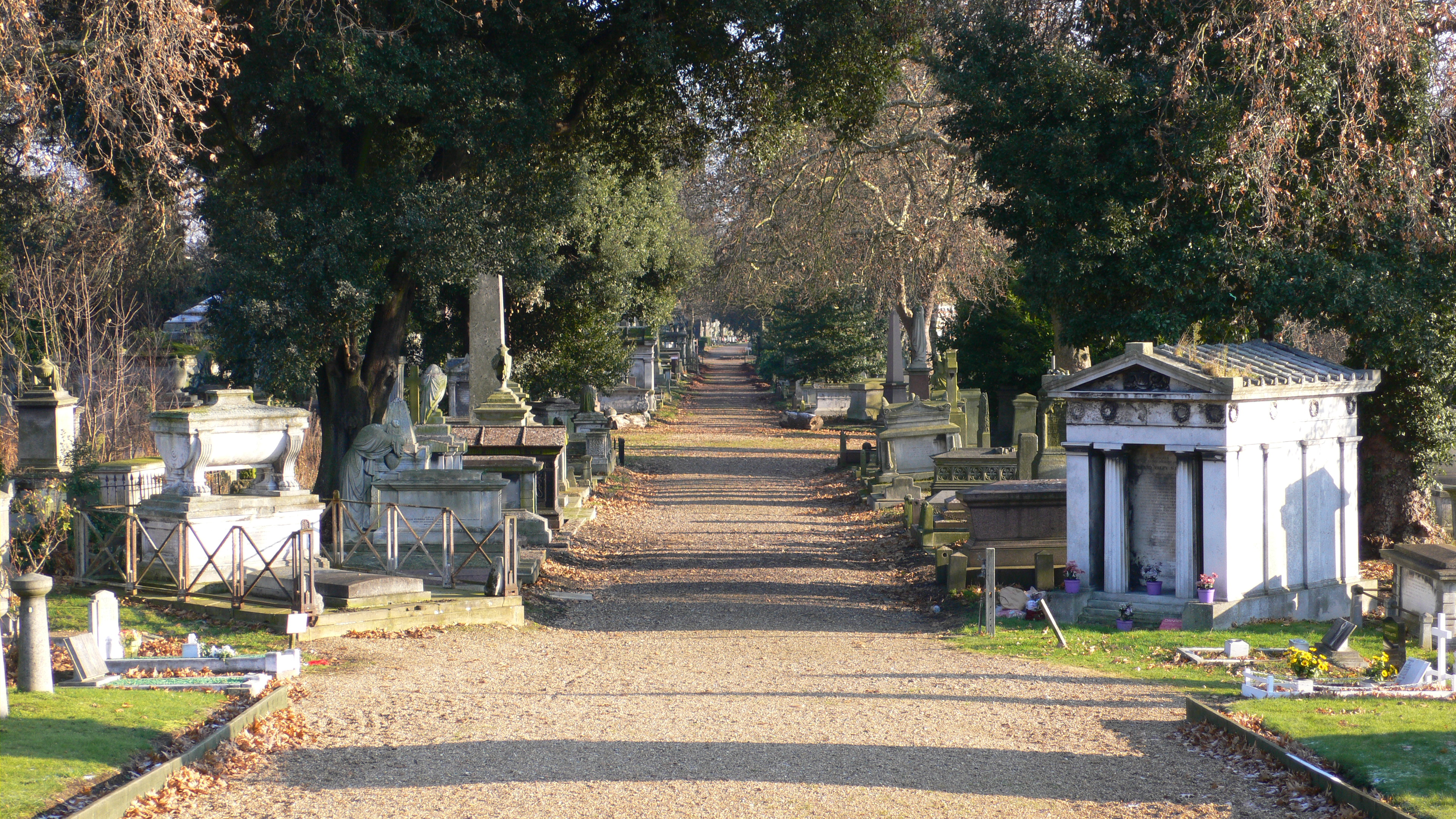
Kensal Green Cemetery

O cemitério está localizado nos boroughs londrinos de Kensington e Chelsea e de Hammersmith e Fulham, e sua entrada principal está situada na Harrow Road (perto do cruzamento da Ladbroke Grove com a Chamberlayne Road). O cemitério também pode ser acessado pelo Portão Oeste (perto do cruzamento com a Greyhound Road), que também é a entrada para o Crematório West London (de propriedade e operado pela mesma empresa que é proprietária e opera o Kensal Green Cemetery) e o Cemitério Católico de Santa Maria. O cemitério situa-se entre a Harrow Road e o Canal Grand Union.

## História
Fundado como General Cemetery of All Souls, Kensal Green, o cemitério foi incorporado em 1832 (o ano em que os cemitérios com fins lucrativos tornaram-se legalizados) como empresa privada e é o primeiro e portanto, o mais antigo dos 'Sete Magníficos' cemitérios de Londres. Kensal Green Cemetery foi consagrado em 24 de janeiro de 1833 pelo bispo de Londres. Ainda hoje está em operação é administrado pela General Cemetery Company sob a sua original lei do Parlamento. Isso obriga que os corpos não podem ser exumados e cremados ou a terra vendida. Uma vez que o cemitério tenha esgotado todo o seu espaço útil e não pode mais funcionar como um cemitério, a lei exige que continue a ser um parque memorial. A General Cemetery Company construiu e opera o Crematório de West London dentro do recinto do Cemitério de Kensal Green. Atualmente ocorrem mais cremações do que enterros.
Apesar de compartilhar dos ideais estabelecidos no Père-Lachaise, em Paris, alguns anos antes, Kensal Green Cemetery contribuiu para a concepção e gestão de projetos para muitos cemitérios em todo o Império Britânico daquela época. Na Austrália, por exemplo, o Necropolis em Rookwood (1868) e o Picturesque Waverley Cemetery (1877), ambos em Sydney são conhecidos por seu uso das qualidades paisagísticas "Gardenesque" e importantes estruturas de gerenciamento auto-sustentáveis defendidas pela General Cemetery Company.
O cemitério é o local de enterro de aproximadamente 250 mil pessoas em 65 mil sepulturas, incluindo mais de 500 membros da nobreza britânica e 550 pessoas listadas no Dictionary of National Biography. Um cemitério no estilo jardim, Kensal Green é o mais antigo dos sete cemitérios privados vitorianos situados nos arredores de Londres. Adjacente ao Cemitério de Kensal Green localiza-se o Cemitério Católico de Santa Maria.
Muitos monumentos, especialmente os maiores, sustentam-se precariamente uma vez que foram erguidos, já há bastante tempo, sobre a base argilosa da área de Londres.

## Estruturas notáveis
Muitos edifícios e estruturas dentro do Kensal Green são listados. A Capela Anglicana está listada no grau I, enquanto que a Capela Mortuária não conformista, a colunata/catacumba e muros do perímetro e grades estão listados no grau II ou II*. Dos muitos túmulos, mausoléus e memoriais, oito estão listados no grau II*. A Capela Anglicana fica no centro do cemitério, e contém vários túmulos. Sob a capela fica uma catacumba, uma das poucas de Londres, que pode ser visitada, como parte de uma visita guiada. Ele ainda tem um catafalco, restaurado pelos Amigos do Kensal Green Cemetery 1997.

## Sepultamentos notáveis
Sepultados no Kensal Green está Marigold Frances Churchill, a filha de Winston Churchill e Lady Clementine, que morreu de uma febre em 1921 aos três anos de idade (este monumento de Eric Gill foi listado no Grau II em 2001).
Outros sepultamentos notáveis
- Henry Ainley (1879–1945), ator
- Harrison Ainsworth (1805–1882), autor
- Thomas Allom (1804–1872), artista e arquiteto
- Frederick Scott Archer (1813–1857), escultor, fotógrafo. Inventor do processo collodion.[3]
- Charles Babbage (1791–1871), matemático, cientista da computação
- Reverendo Baden Powell, pai de Robert e Agnes Baden Powell
- George Percy Badger (1815–1888), missionário inglês anglicano e erudito de estudos orientais
- Michael William Balfe (1808–1870), compositor
- Frederick Settle Barff (1822-1866), químico, inventor do processo Bower–Barff
- James Barry (1795–1865), cirurgião
- George Birkbeck (1776–1841), doutor, acadêmico e pioneiro da edução de adultos
- Julius Benedict (1804–1885), compositor
- Charles Blondin (1824–1897), acrobata, equilibrista
- Sir George Ferguson Bowen (1821–1899), administrador colonial e 9º Governador de Hong Kong
- Lady Diamantina Bowen (ca. 1832/1833–1893), grande dama
- John Braham (1774–1856), cantor
- George Bridgetower (1782–1860), virtuoso violinista e amigo de Beethoven
- Louis de la Bourdonnais (1795–1840), mestre de xadrez
- Robert Brown (1773–1858), botânico, descobridor do movimento browniano
- Isambard Kingdom Brunel (1806–1859), engenheiro, filho de Marc Isambard Brunel e Sophia Kingdom (também sepultada aqui)
- Marc Isambard Brunel (1769–1849), engenheiro, pai de Isambard
- George Busk (1807–1886), cirurgião naval, zoólogo e paleontólogo
- Sir Augustus Wall Callcott (1779–1844), pintor
- Lady Maria Callcott (1785–1842), escritora
- John Edward Carew (1785–1868), escultor
- Anthony Carlisle (1768-1840), cirugião e cientista
- Sir Ernest Cassel (1852–1921), banqueiro
- Wilkie Collins (1824–1889), autor
- James Dark (1795–1871), proprietário do Lord's Cricket Ground
- Andrew Ducrow (1793–1842), artista de circo e cavaleiro
- Willie Edouin (1841–1908), comediante, ator e empresário teatral
- Sir George Elliot (1784–1863), oficial da Marinha (não confundir com George Eliot)
- Hugh Falconer (1808–1865), naturalista
- Edward Francis Fitzwilliam (1824–1857), compositor
- Fanny Fitzwilliam (1801–1854), atriz, cantora e empresária teatral
- Erich Fried (1921–1988), poeta e ensaista austríaco
- Marcus Garvey (1887–1940), nacionalista negro (posteriormente exumado e enterrado na Jamaica)
- Bill George (1802–1881), criador de cachorros
- Thomas Hood (1799–1845), poeta, humorista e jornalista
- Philip Hardwick (1792–1870), arquiteto
- Philip Charles Hardwick (1822–1892), arquiteto
- Catherine Hayes (1818–1861), cantora de ópera
- James Henry Leigh Hunt (1784–1859), crítico, ensaísta e poeta
- Charles Kemble (1775–1854), ator e empresário teatral
- Fanny Kemble (1809–1893), atriz e escritora britânica
- Halina Korn (1902-1978), escritora e pintora polonesa
- Marian Kukiel, (1885–1973) general polonês no exílio durante a Segunda Guerra Mundial
- William Garrett Lewis (nascido antes de 1834; morto em 1885) pastor de Westbourne Grove Church
- John Claudius Loudon, (1783 – 1843), botânico escocês e escritor sobre cemitérios
- John Graham Lough (1789–1876) , escultor
- Alexander McDonnell (1798–1835), mestro do xadrez
- Richard Graves MacDonnell (1814–1881), administrador colonial e 6º Governador de Hong Kong
- William Macready (1793–1873), ator
- Edward Maltby, bispo de Durham
- Kitty Melrose (1883–1912), atriz
- Ras Andargachew Messai (1902–1981),  governante etíope
- John Maddison Morton (1811–1891), escritor
- John Lothrop Motley (1814–1877), historiador americano
- John Trivett Nettleship (1841-1902), pintor e autor
- Robert Owen (1771–1858), industrial e reformador social
- John Thomas Perceval (1803–1876), oficial do exército, escritor e ativista
- Harold Pinter (1930–2008), escritor, ator, diretor, roteirista, poeta e ativista político
- Steve Ross Porter (1949-1980), músico inglês (mais conhecido como integrante da T. Rex)
- Frederic Hervey Foster Quin (1799–1878), médico
- Sir Terence Rattigan (1911–1979), escritor
- John Wigham Richardson (1837–1908), construtor naval
- Henry Sandham (1842–1910), artista
- Byam Shaw (1872–1919), artista
- John Shaw, Jr. (1803–1870), arquiteto e cunhado de Philip Hardwick listado acima
- Sir William Siemens (1823–1883), industrial
- Robert William Sievier (1794–1865), escultor
- Krystyna Skarbek (1908-1952), agente polonesa
- John Mark Frederick Smith- general do Exército britânico (1790-1874)
- William Henry Smith (1792–1865), empresário
- Dwarkanath Tagore (1794–1846), industrial e benfeitor bengali
- William Makepeace Thackeray (1811–1863), escritor
- Lydia Thompson (1838–1908), dançarina e atriz
- Thérèse Tietjens (1831–1877), cantora de ópera
- Anthony Trollope (1815–1882), romancista
- Sir Thomas Troubridge, 3rd Baronet (1815–1867), oficial do Exército britânico
- J. Stuart Russell (1816–1895), teólogo e autor
- William Vincent Wallace (1812–1865), compositor
- Thomas Wakley (1795–1862), sururgião, ativista e fundador do The Lancet
- John William Waterhouse (1849–1917), artista
- John Whichcord Jr. (1823–1885), arquiteto
- Jane Williams (1798–1884), inspiração dos poemas de Percy Bysshe Shelley
- Alfred Wigan (1814-1878), ator e empresário teatral
- Erasmus Augustus Worthington (1791–1880), artista e autor

### Sepultamentos reais
- Príncipe Augusto Frederico, Duque de Sussex e filho do rei Jorge III do Reino Unido
- Lady Cecilia Underwood, Duquesa de Inverness esposa do Duque de Sussex.
- Princesa Sofia, irmã do príncipe Augusto Frederico e filha do rei Jorge III.
- Príncipe Jorge, Duque de Cambridge, neto de Jorge III e comandante-em-chefe do Exército britânico

### Cremações notáveis
- Freddie Mercury (1946–1991), vocalista do Queen. De acordo com os desejos de Mercury, Mary Austin ficou com suas cinzas e enterrou-as num local não revelado. O paradeiro de suas cinzas acredita-se que seja conhecido apenas por Austin, que declarou que nunca irá revelar onde as enterrou.[4][5]
- Ingrid Bergman, atriz. Suas cinzas foram sepultadas na Suécia.